# Histeridae
Famille
Les Histeridae, Histeridés en français, sont une famille d'insectes coléoptères. Leur répartition couvre l'ensemble du monde. Plus de 4 200 espèces ont d'ores et déjà été décrites dans cette famille comprenant notamment les histers (ou escarbots) du genre Hister. Ces Polyphages se distinguent notamment par des antennes en massue coudées et de courts élytres qui ne recouvrent que cinq des sept tergites de l'abdomen. Ce sont des prédateurs, essentiellement nocturnes, qui feignent la mort en cas de danger. Ces insectes se sont avérés utiles en médecine légale pour aider à évaluer le moment d'un décès en milieux non humanisés (crime, découverte d'un cadavre à la suite d'une disparition, accident sans témoin). Ils sont aussi particulièrement appréciés en agriculture, dans le contrôle des insectes ravageurs, particulièrement des insectes coprophages et de la mouche domestique. Certaines espèces sont cannibales et doivent donc être séparées dans le cadre de leur élevage en captivité. Leur étude s'appelle l'histéridologie.

## Vocabulaire

### Dénominations
- Nom scientifique valide : Histeridae Gyllenhal, 1808
- Noms vulgaires (vulgarisation scientifique) recommandés ou typiques en français : les histers[2],[3],[4] ou Histeridés[5]
- Autres noms vulgaires ou noms vernaculaires (langage courant) pouvant désigner éventuellement d'autres espèces : escarbots luisants [6] ou, d'une manière encore plus expressive: « escarbots miroitants » ou plus simplement escarbot. En anglais ils sont connus sous le nom de clown beetles (insectes clown).

### Étymologie
Le poète romain Juvénal aurait utilisé le mot « hister » pour désigner un personnage simple, modeste mais sale, malpropre ce qui ferait évidemment penser aux milieux (fumiers, détritus, excréments, cadavres...) fréquentés par beaucoup d'espèces de cette famille et tout particulièrement par celles du genre Hister Linnaeus.. D'après une autre théorie le mot « hister » signifierait en latin « acteur » et évoquerait la faculté des Histeridae à s'immobiliser dès qu'ils sont inquiétés en rentrant pattes et antennes et même en se laissant choir lorsqu'ils sont perchés (Hister helluo chassant les larves d'Agelastica alni (Coleoptera: Chrysomelidae) sur les feuilles d'Aulnes ou Saprinus virescens sur les cressons cultivés ou sauvages (Nasturtium officinale) poursuivant des larves de Phaedon (Coleoptera: Chrysomelidae). Ce simulacre de mort serait digne d'un acteur. Certaines espèces, bariolées de taches rouges pourraient aussi faire penser à des déguisements.
L'étude de ces coléoptères s'appelle l'histéridologie. Un entomologiste spécialisé dans l'étude de la famille des Histeridae est un histéridologue ou histéridologiste. Ce mot a été créé en 1984 par l'entomologiste français Yves Gomy,.

## Caractères morphologiques

### Adultes

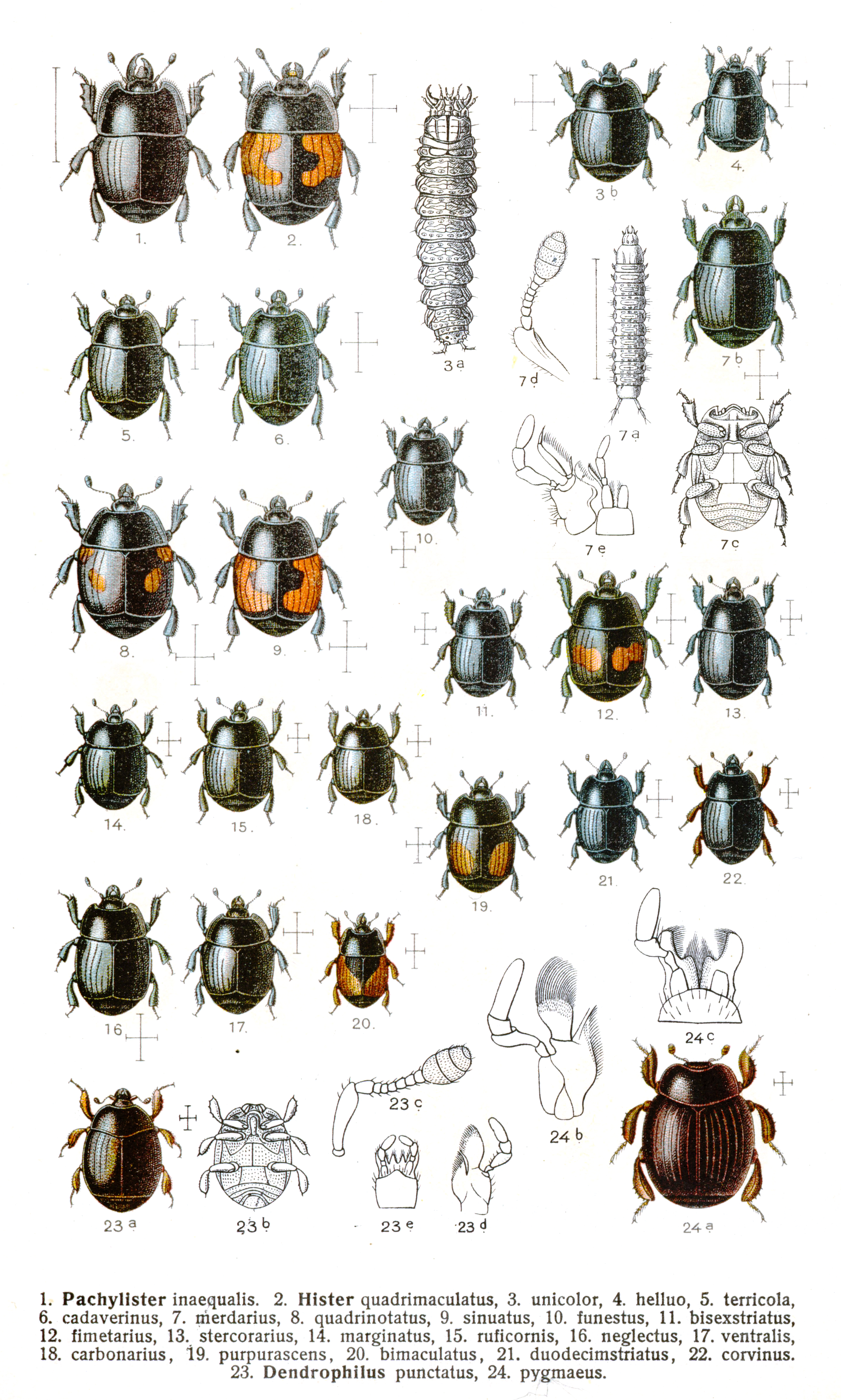
Planche entomologique d'Histeridae d'Allemagne par Edmund Reitter, 1908

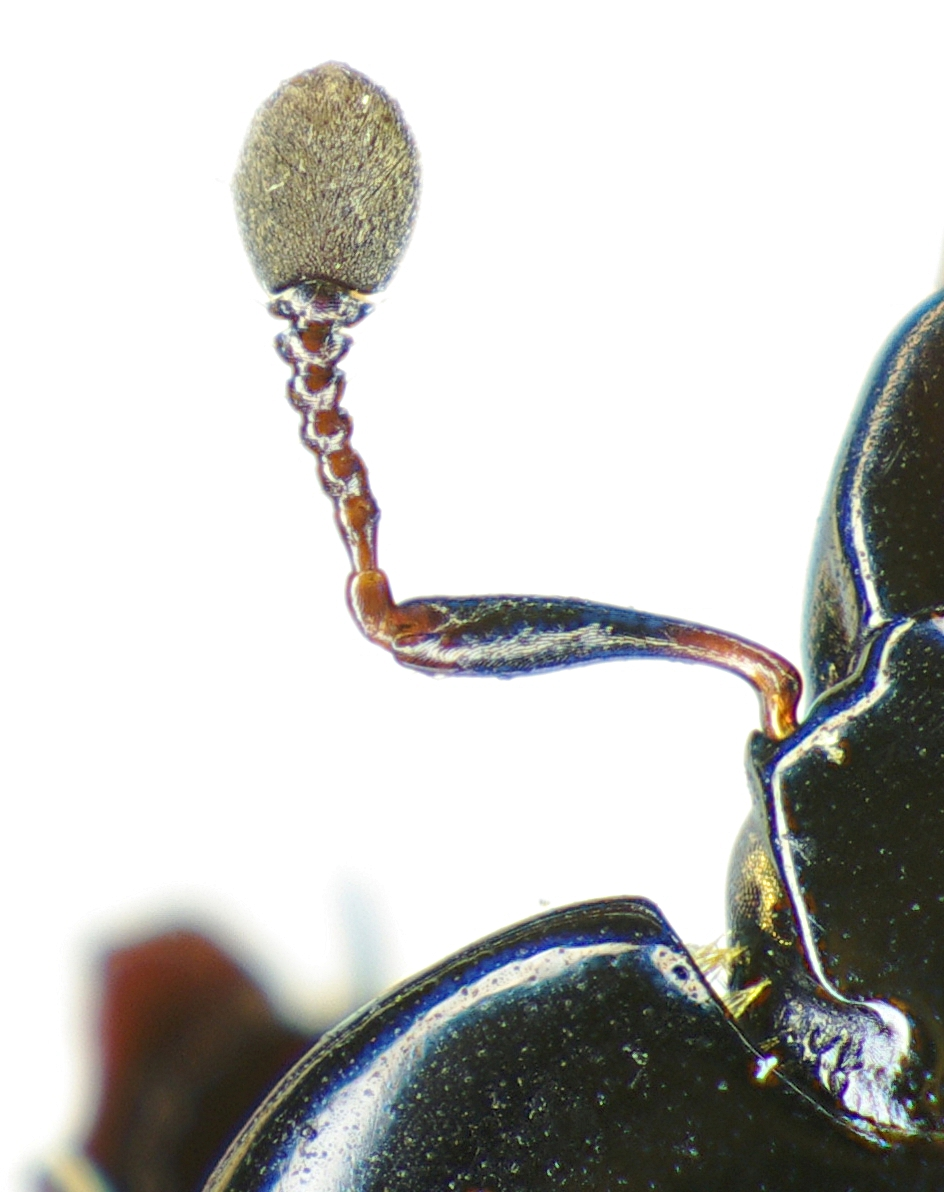
Antenne dHololepta plana

Les Histeridae possèdent un faciès habituel très caractéristique : taille de 0,5 mm à 25 mm; téguments fortement sclérifiés (à chitine épaisse), généralement noir et brillant ; corps de forme compacte, ovale, cylindrique ou encore très aplatie et rectangulaire suivant les adaptations aux milieux de vie ; les antennes de l'insecte sont coudées (= géniculées) de 11 articles avec une massue antennaire de 3 articles souvent soudés ; pattes courtes, tibias généralement aplatis, les antérieurs dentés ou épineux; formule tarsale 5.5.5 ou 5.5.4. ; tête, antennes et pattes pouvant se replier et s'accoler sous le corps ; prosternum généralement en forme de carêne ; cavités méso et métacoxales largement séparées ; élytres tronqués à l'apex, laissant à découvert les 2 derniers tergites abdominaux (propygidium et pygidium) ou le dernier seulement chez quelques genres ; surface élytrale lisse, ponctuée, striée ou encore avec des côtes ou des tubercules; abdomen montrant 5 sternites.

### Larves
Les larves sont allongées, sub-cylindriques, de couleur claire, avec la tête et le thorax sclérotisés et plus foncés. Les pièces buccales sont prognathes. L'abdomen compte neuf segments, le dixième étant absent ou petit et ventral.
Les Histeridae, qu'ils soient adultes ou au stade larvaire, sont des prédateurs voraces et cannibales. L'étude in vivo de leurs premiers stades et des métamorphoses, de l'œuf à l'imago, est donc très difficile et peu de larves d'espèces de cette famille de Coléoptères ont été observées et décrites. Les descriptions du XIXe sont insuffisantes. De gros progrès ont été réalisés au XXe, mais il faut attendre le XXIe et les développements de la microscopie électronique à balayage (MEB) pour que soient posées les bases de la morphologie larvaire des Histeridae, avec l'étude précise de la chétotaxie. Encore au début du XXIe, sur plus de 4 250 espèces d'Histeridae connues, à peine une dizaine de larves ont été décrites d'une manière satisfaisante,,,.

## Écologie et comportement

### Mœurs d'accouplement
Des comportements, très particuliers, de parade nuptiale chez certaines espèces d'Histeridae ont été observés dès 1935 . Actuellement ces observations ne concernent qu'à peine une dizaine d'espèces dans les sous-familles des Histerinae et des Saprininae : le mâle, en général plus petit que la femelle, se saisit, à l'aide de ses mandibules, de l'un des quatre tibias, intermédiaires ou postérieurs, de la femelle et ne lâche sa prise qu'à la fin de l'accouplement,,,.

### Données écologiques et adaptations aux milieux

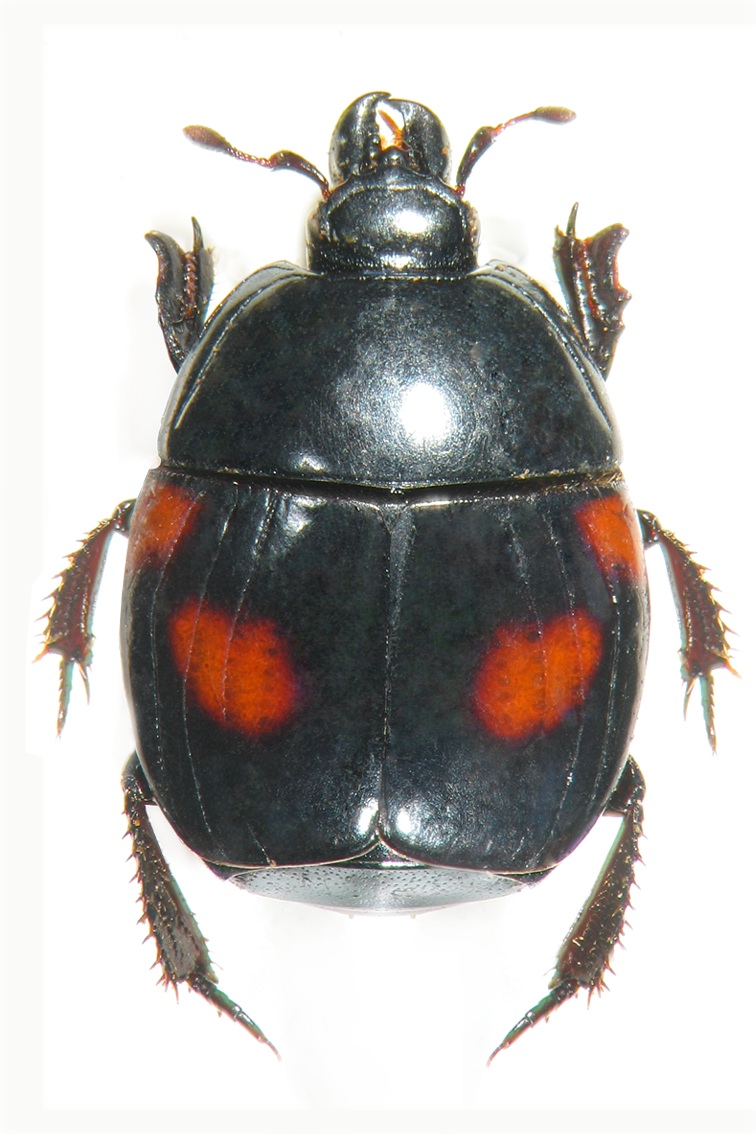
Espèce coprophile : Hister quadrinotatus Scriba, 1790

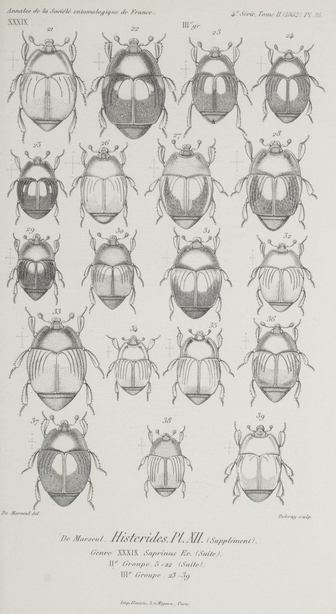
Page de dessins de S.A. de Marseul. Planche XII du Supplément à la monographie des Histérides (1860-1863)

Les Histeridae (adultes et larves) sont des prédateurs d'œufs et de larves d'autres insectes. Beaucoup de micro-Histeridae (Acritini, Bacaniini...) sont probablement mycophages se nourrissant d'hyles et de spores de moisissures.  Ils ont colonisé à peu près tous les milieux connus à l'exception du milieu aquatique. Certaines espèces sont maintenant élevées et utilisées en agriculture dans le cadre de la lutte biologique contre des ravageurs de denrées emmagasinées (Charançons et Bruchinae par exemple). Ces spécialisations trophiques ont entraîné aussi diverses adaptations morphologiques.
Dans cette famille on distingue principalement,,, :

#### Les coprophiles
Beaucoup d'espèces, par exemple des genres Hister , Saprinus, Euspilotus ou Abraeus, vivent dans, et sous, les excréments de toute nature où elles se nourrissent principalement des larves et pupes de Diptères (asticots) aux différents stades de leur développement.

#### Les saprophiles
Ils peuvent être abondants et se nourrissent aussi des asticots grouillant sous les cadavres. Ce sont des nettoyeurs indispensables à l'équilibre naturel. La présence de certaines de ces espèces est utilisée en entomologie forensique pour aider à dater l'événement ayant occasionné la mort d'une personne (cf infra).

#### Les détriticoles

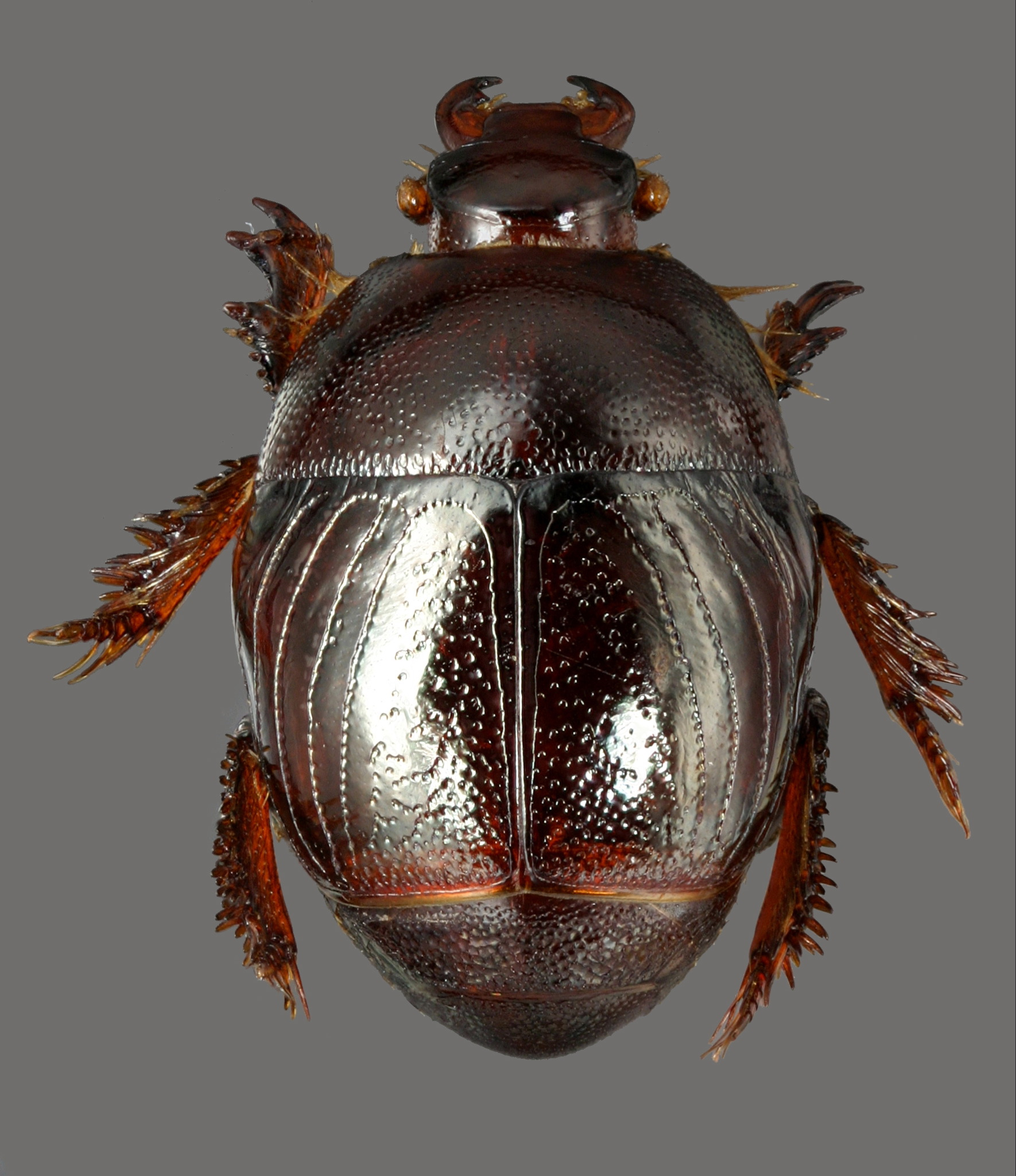
Vue dorsale globale de Xenonychus tridens (Jacquelin du Val, 1852) Taille réelle 2,5 mm.

Souvent de très petites espèces (micro-Histeridae) appartenant aux genres Acritus et Bacanius entre autres, se rencontrent dans les matières végétales en décomposition, les détritus divers, les litières forestières ou l'humus accumulé sous les écorces des arbres morts ou les cavités d'arbres. Certaines espèces détriticoles peuvent aussi être associées aux fourmilières (Acritodes, Acritus, Coelocraera...) et se trouvent dans les cônes de déjection riches en restes d'arthropodes ayant servi de nourriture aux fourmis (fourmi Magnan et fourmis « cadavres » en Afrique, Atta et Eciton en Amérique). D'autres encore, appelés « halophiles » (genre Halacritus) se tiennent parfois en nombre sur les plages battues par les marées, sous les laisses de mer et les paquets d'algues des niveaux (liserés) intermédiaires (milieux ni déjà trop secs ni en contact direct avec l'eau de mer). Enfin, certaines espèces (Hister) vivent dans les champignons en décomposition ou les fruits pourris tombés à terre (Omalodes).

#### Les sabulicoles
Ces Histérides (Hypocaccus, Xenonychus...) vivent ensablés au pied des plantes dunaires des zones semi-désertiques ou des rivages marins ou fluviaux. Elles ont développé des adaptations au mode de vie fouisseur (tibias antérieurs élargis et pilosité abondante par exemple) et se nourrissent des larves d'arthropodes présentes dans ce milieu.

#### Les corticoles

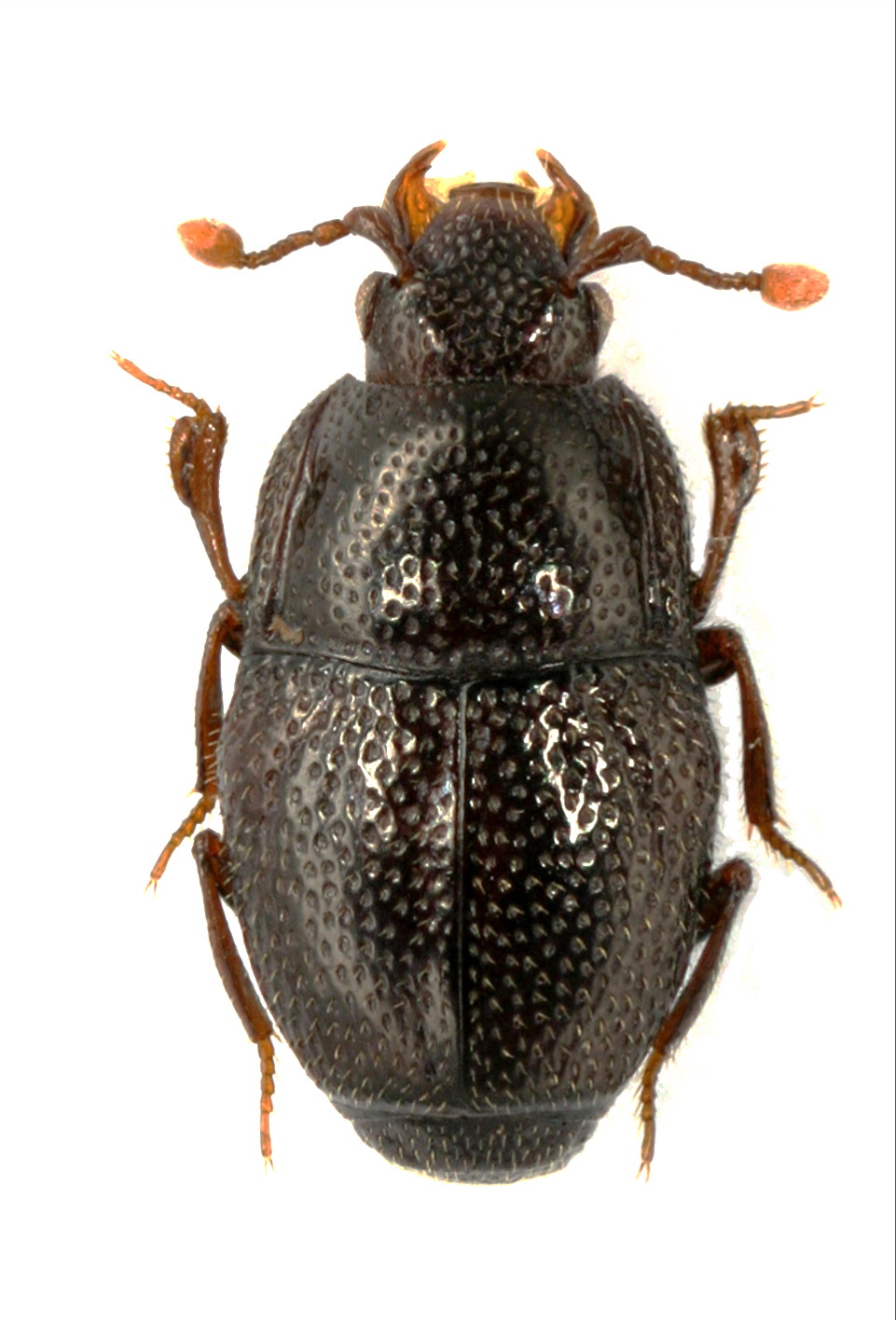
Vue dorsale globale du micro-Histeridae corticole Eubrachium hispidulum (Bremi-Wolf, 1855), taille réelle: 1 mm

Ils appartiennent au groupe des Coléoptères dits saproxyliques  et vivent sous les écorces de troncs et de branches d'arbres morts ou malades aux dépens des larves d'autres insectes du même milieu ou des moisissures et autres champignons lignicoles. Certains ont développé des formes adaptées à ce milieu et sont très aplatis et quadrangulaires (Hololepta, Platysoma, Platylister, Apobletodes, Paromalus, etc.) d'autres sont très petits (1 mm) et plus ou moins convexes ou même globuleux (Acritus, Bacanius, Eubrachium...). Parmi les corticoles se trouvent aussi des genres prédateurs d'insectes xylophages (Teretrius, Tryponaeus...) qui ont développé un corps cylindrique ressemblant à celui de leurs proies (Scolytes, Bostrichidae ou autres Buprestidae).

#### Les nidicoles et pholéophiles
Les nidicoles vivent dans les nids épigés d'oiseaux et de mammifères (Gnathoncus), les pholéophiles (dérivé du grec phôleos = caverne, retraite) qui vivent dans les terriers et excavations de vertébrés terrestres (Onthophilus, Pholioxenus...). On distingue dans cette faune : 1) des pholéoxènes, hôtes accidentels ; 2) des pholéophiles, qui vivent dans les terriers, mais que l’on rencontre aussi à l’extérieur ; 3) des pholéobies, dont l’entier développement s’accomplit à l’intérieur du terrier. On peut rattacher aux pholéophiles les espèces d'Histéridés (faux cavernicoles) qui vivent dans le guano des Chauve-souris, accumulé dans les grottes.

#### Les endogés
Les endogés sont de petites espèces troglobies aveugles ou microphtalmes (avec des yeux atrophiés) (Spelaeacritus, Spelaeabraeus, Sardulus, Troglobacanius...) qui vivent en milieu cavernicole et ont développé les adaptations propres à cet environnement : réduction ou disparition des ailes (microptère ou aptère), réduction ou disparition des yeux (microphtalme ou aveugle), dépigmentation...

#### Les myrmécophiles et termitophiles
Les fourmilières et termitières abritent de nombreuses espèces d'Histeridae myrmécophiles (genres Haeterius, Sternocoelis, Satrapes, Mesynodites ou Paratropus...) souvent adaptées spécifiquement à un hôte particulier. Certaines sont combattues par les fourmis mais d'autres possèdent des glandes dont les sécrétions sont appréciées. Leur coloration est brune ou rougeâtre et leurs pattes peuvent être très allongées, les faisant ressembler à leurs hôtes. Ils possèdent souvent une très forte pilosité. Les genres myrmécophiles sont souvent monospécifiques, en raison d'adaptations symbiotiques spectaculaires et originales, et leurs affinités phylogénétiques restent inconnues.

## Évolution
Cette famille est ancienne, puisqu'elle existait déjà au Cénozoïque (Burdigalien du Miocène inférieur) il y a environ 20 Ma à partir d'individus retrouvés dans l'ambre de Saint-Domingue. Dans l'état actuel de nos connaissances, le plus ancien fossile connu d'Histeridae proviendrait du Mésozoïque (Crétacé), époque d'un spécimen retrouvé dans l'ambre de Birmanie il y a près de 100 Ma,.

## Taxinomie
Cette famille a été décrite pour la première fois en 1808 par l'entomologiste suédois Leonard Gyllenhaal (1752-1840).
Environ 4 250 espèces ont d'ores et déjà été décrites dans cette famille.

### Liste de sous-familles

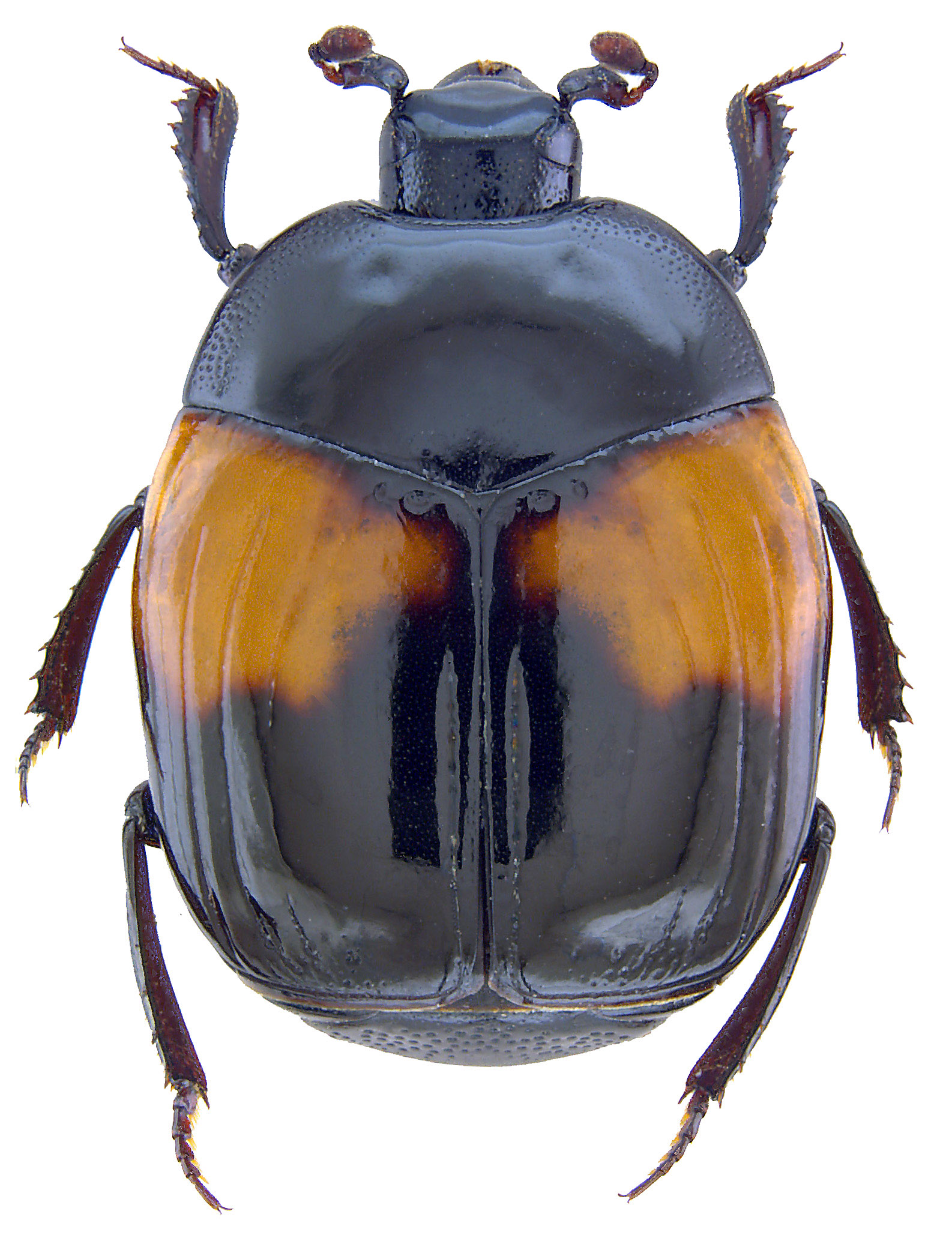
Asolenus julietteae Gomy, 2014

Au début du XXIe, cette famille se décompose en 11 sous-familles dont les affinités phylogénétiques ont été étudiées en 2002 et qui peuvent se résumer, pour les Histeridae par le cladogramme suivant :

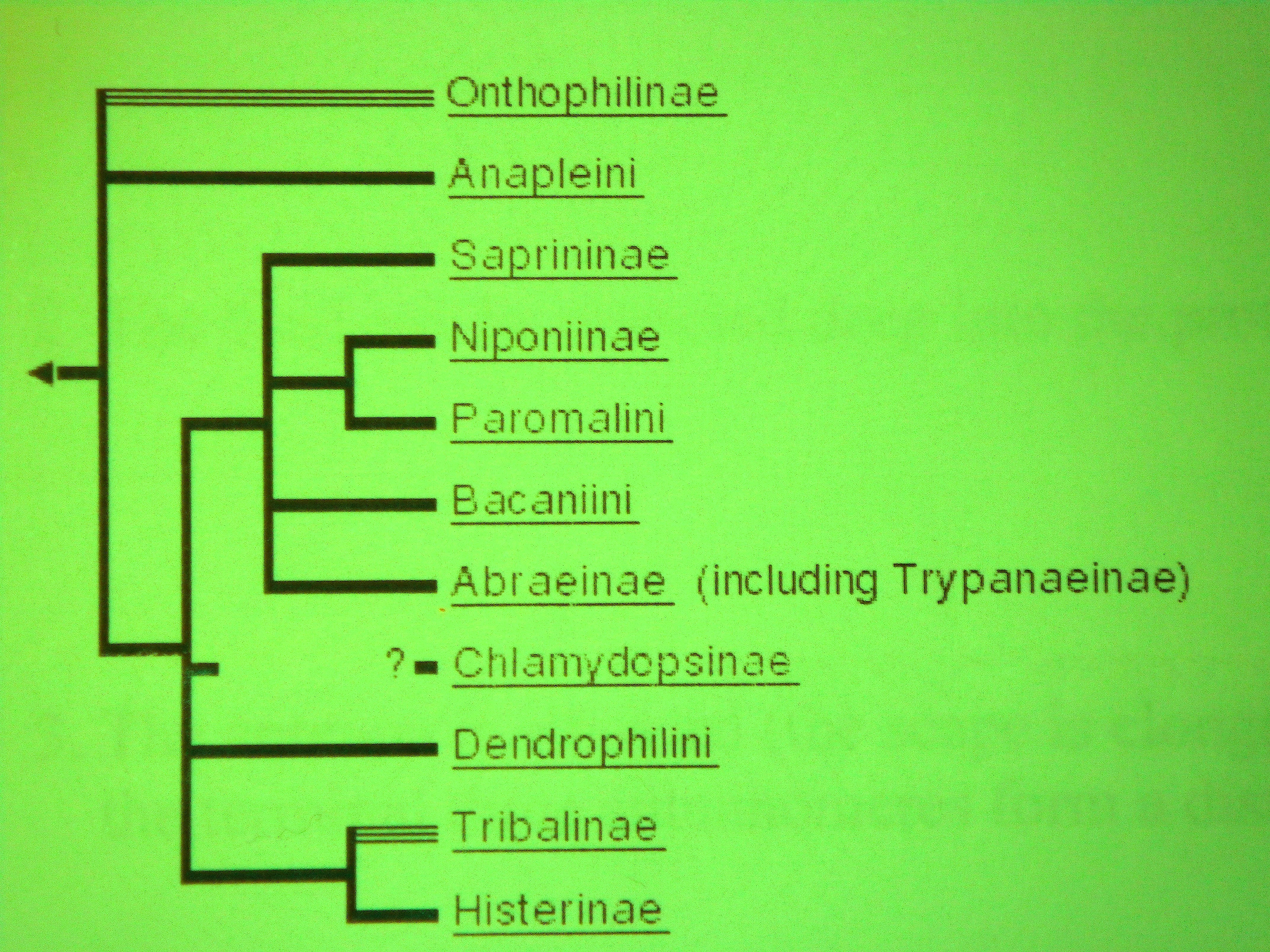
Relations phylogénétiques des sous-familles et principales tribus d'Histeridae. Cladogramme établi par Michael S. Caterino en 2002.

- Abraeinae (MacLeay, 1819)
- Chlamydopsinae (Bickhardt, 1914)
- Dendrophilinae (Reitter, 1909)
- Hetaeriinae (Marseul, 1857)
- Histerinae (Gyllenhal, 1808)
- Niponiinae (Fowler, 1912)
- Onthophilinae (MacLeay, 1819)
- Saprininae (Blanchard, 1845)
- Tribalinae (Bickhardt, 1914)
- Tripeticinae (Bickhardt, 1914)
- Trypanaeinae (Marseul, 1857)

## Utilisation par l'homme

### Lutte biologique

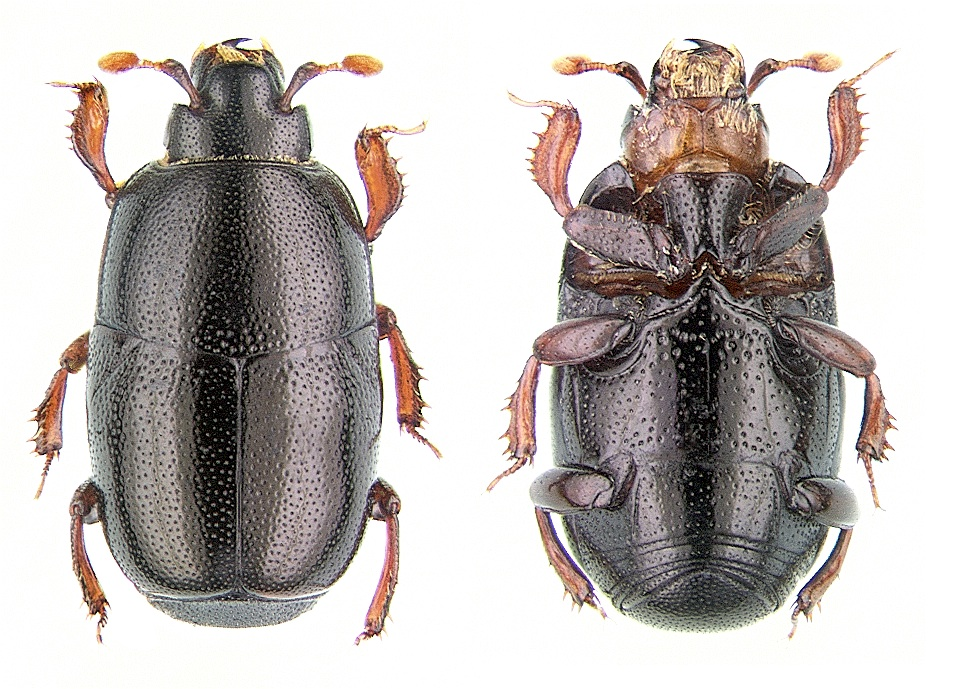
Vue d'ensemble, dorsale et ventrale, de Teretrius (Neotepetrius) nigrescens (Lewis, 1891)

La lutte biologique consiste à contrôler l'accroissement du nombre des insectes nuisibles aux cultures ou aux denrées emmagasinées, par l'introduction de parasites et de prédateurs de ces indésirables. Les Coléoptères les plus connus employés dans la lutte biologique sont les Coccinellidae, mais certaines espèces d'Histeridae sont aussi élevées spécialement dans ce but et introduites, souvent avec succès, dans diverses régions touchées par des fléaux agricoles. Ainsi Plaesius javanus Erichson, 1834, originaire de Java, a été introduite à Taïwan, aux Fidji, à Haïti, à l'île Maurice, à Trinidad (Trinité-et-Tobago) et à la Jamaïque pour lutter contre le charançon du bananier (Cosmopolites sordidus Germ). Nasaltus chinensis (Quensel) fut introduite dans le Pacifique Sud pour lutter contre la Mouche domestique (Musca domestica L.) et contre Oryctes rhinoceros L., dangereux parasite des cocotiers. D'autres espèces d'Histeridae: Hololepta (s.str.) humilis Paykull, Hololepta (Leionota) quadridentata (Olivier) et Placodes ebeninus Lewis ont été également introduites dans cette région contre ce fléau. Il arrive aussi que des introductions échouent : le Département de l'Agriculture de l'île Maurice procéda, en 1950 à un premier lâché de 335 exemplaires de Nasaltus chinensis (Quensel), suivi d'un second lâché de 1 025 exemplaires en 1953 pour lutter contre les Diptères des genres Musca et Stomoxys. Aucune capture de cette espèce n'a été signalée depuis. Dans d'autres cas, heureusement, la réussite est spectaculaire comme celle du Teretrius (Neotepetrius) nigrescens Lewis, espèce originaire du Mexique, élevée et introduite en quantité en Afrique occidentale par l'Institut International d'Agriculture Tropicale (IITA) pour lutter contre les dégâts occasionnés dans les greniers indigènes par Prostephanus truncatus et Sitophilus zeamais .

### Entomologie légale
L'entomologie légale, médico-criminelle ou forensique englobe l'ensemble des inter-actions entre les insectes et la justice . Cette discipline est surtout consacrée à l'étude des insectes dits nécrophages (dont les Histeridae font partie par extension) pour l'estimation du délai post-mortem. Elle s'appuie sur l'étude des insectes colonisateurs et sur un principe de succession chronologique des différentes espèces au cours de l'altération cadavérique . Cette succession est qualifiée d'« escouades de la mort »  par Jean Pierre Mégnin et ses travaux démontrent que sous les latitudes européennes, elle commence durant les deux premiers mois par la venue des Diptères des familles Calliphoridae, Muscidae et Sarcophagidae (première et seconde escouades). Les premiers Coléoptères (Dermestidae et Cleridae) font partie des troisième et quatrième escouades à partir du troisième mois de décomposition. Les Histeridae (avec, entre autres Margarinotus (Ptomister) striola succicola en milieu forestier) appartiennent à la cinquième escouade et interviennent dès le quatrième mois avec les Silphidae, etc.. Cependant, cette horlogerie n'est pas aussi fine que le prétend Mégnin à son époque et les études des années 2000 démontrent une grande plasticité de l'écologie de ces groupes

### Arts graphiques

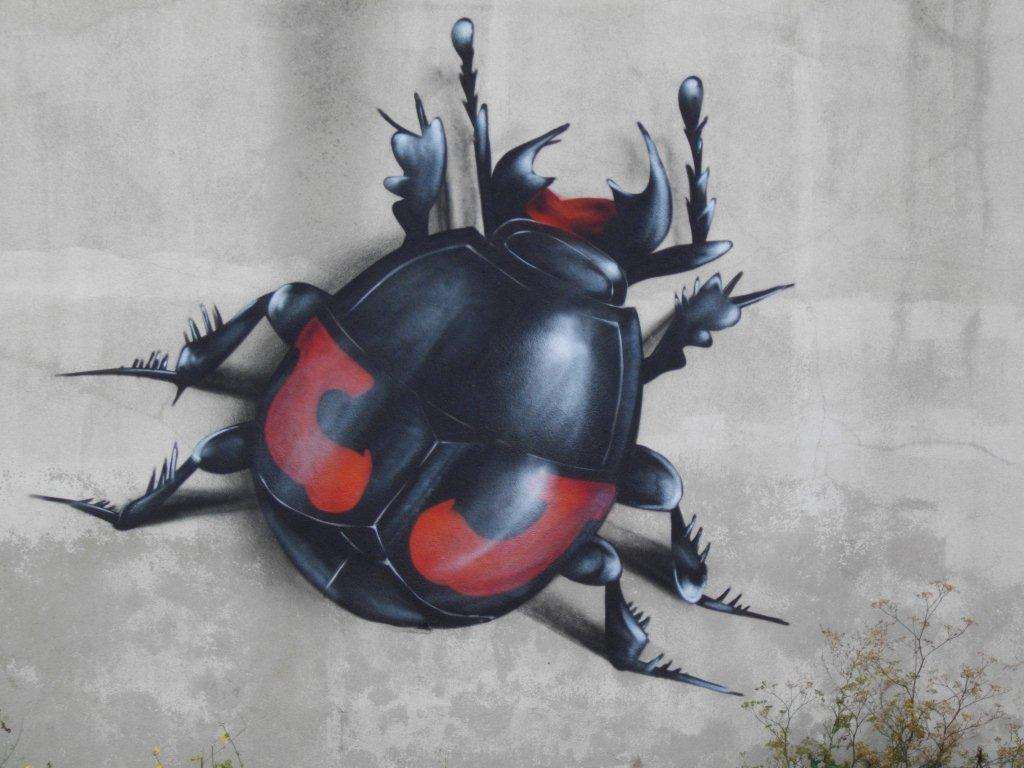
Graffiti de Twix (2011)

Cette famille de Coléoptères est essentiellement constituée de petites espèces noires, peu spectaculaires et vivant, de surcroit, dans des milieux peu « fréquentables ». On peut donc comprendre qu'elle n'ait guère inspiré les artistes. Pourtant, deux espèces au moins, aux élytres ornés de taches rouges ont suscité l'intérêt d'un graveur pour l'édition d'un timbre-poste allemand représentant Margarinotus (Eucalohister) bipustulatus (Schrank, 1781) et d'un graffeur pour une œuvre très réaliste permettant le nommer l'espèce représentée (Hister illigeri illigeri Duftschmid, 1805). Ce travail, éphémère par essence, est aujourd'hui détruit.

## L'histéridologie
Peu nombreux, un peu plus d'une trentaine au XXIe (professionnels et amateurs réunis), les histéridologues correspondent entre eux et forment un « club » informel d'entomologistes. Ils organisent périodiquement des congrès internationaux (cf infra) pour échanger sur les progrès de l'histéridologie, faire le bilan des recherches en cours et élaborer des projets communs. La littérature entomologique anglo-saxonne emploie le mot histeridologist,,,,. En France et dans les pays francophones, les deux mots peuvent être employés.

### Les grands histéridologues depuisCarl von Linné
Parmi les grands prédécesseurs de ce groupe, on peut citer Sylvain Auguste de Marseul, Albert de Cooman (1880-1967), Jean Thérond (1899-1987), Victor Auzat, Henry Desbordes pour la France, Axel Reichardt et Oleg Leonidovitch Kryjanovski (1918-1997) pour la Russie, Gunnar Dahlgren (1913-1992) pour la Suède, John Eatton LeConte, John Lawrence LeConte, George Henry Horn (1840-1897) et Rupert L. Wenzel (1915-2006) pour les États-Unis, Edmund Reitter pour l'Autriche, H. Bickhardt, Wilhelm Ferdinand Erichson et J. Schmidt pour l'Allemagne, Giuseppe Müller (1880-1964) pour l'Italie, Takehiko Nakane (1920-1999) pour le Japon et George Lewis (1839-1926) pour le Royaume-Uni.

Portraits de grands anciens de l'Histéridologie
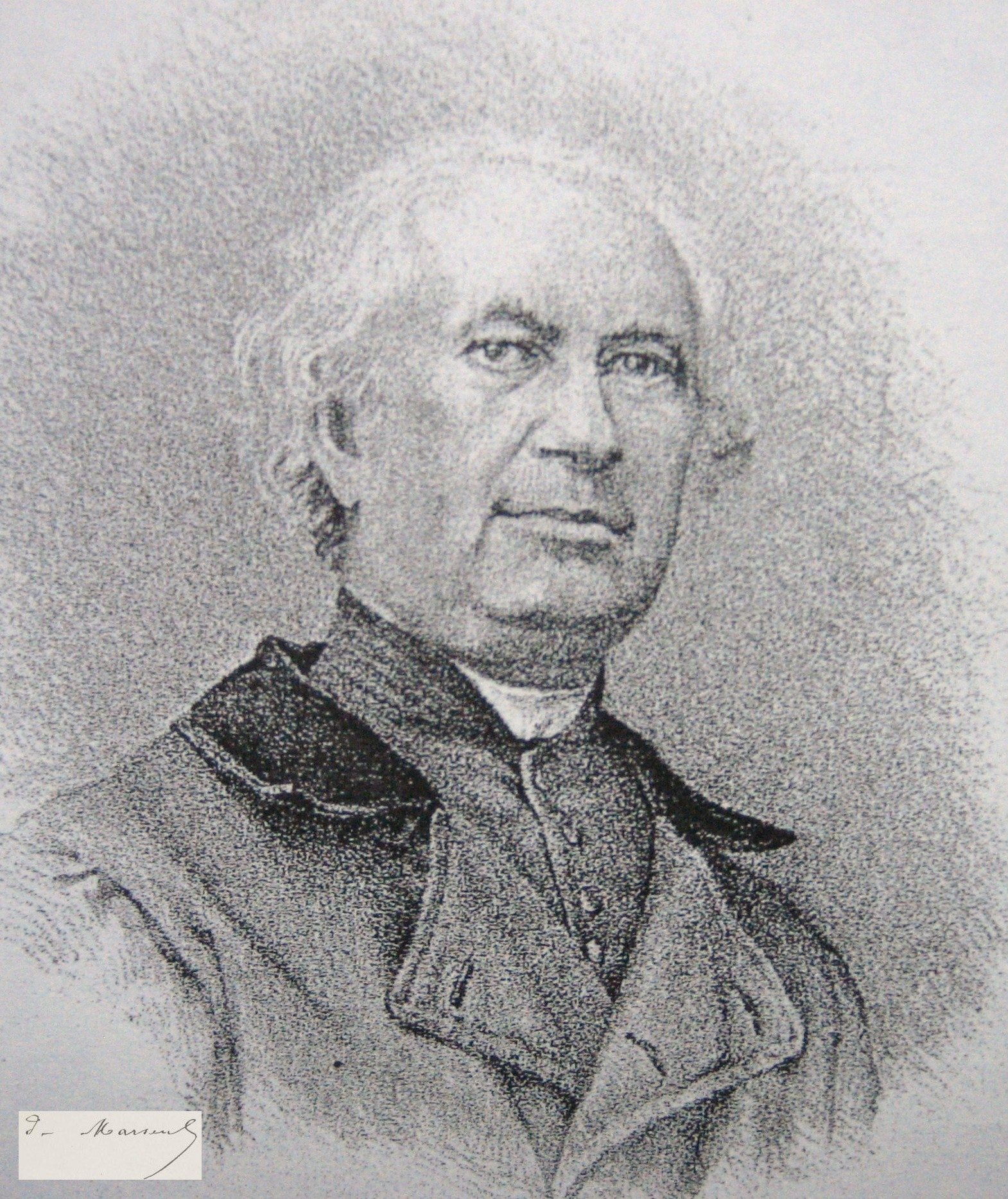
Sylvain Auguste de Marseul
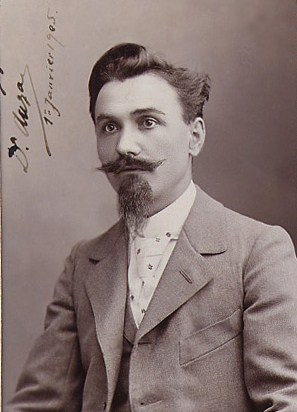
Victor Auzat
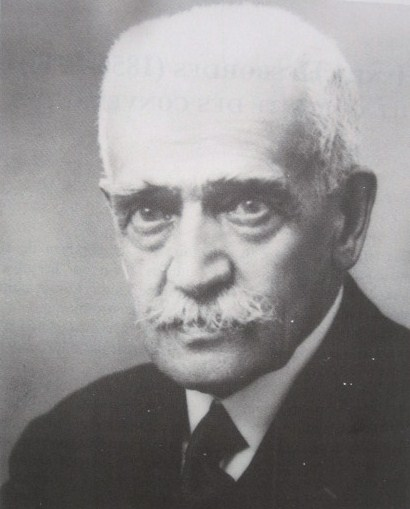
Henry Desbordes
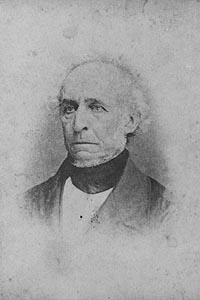
John Eatton LeConte.
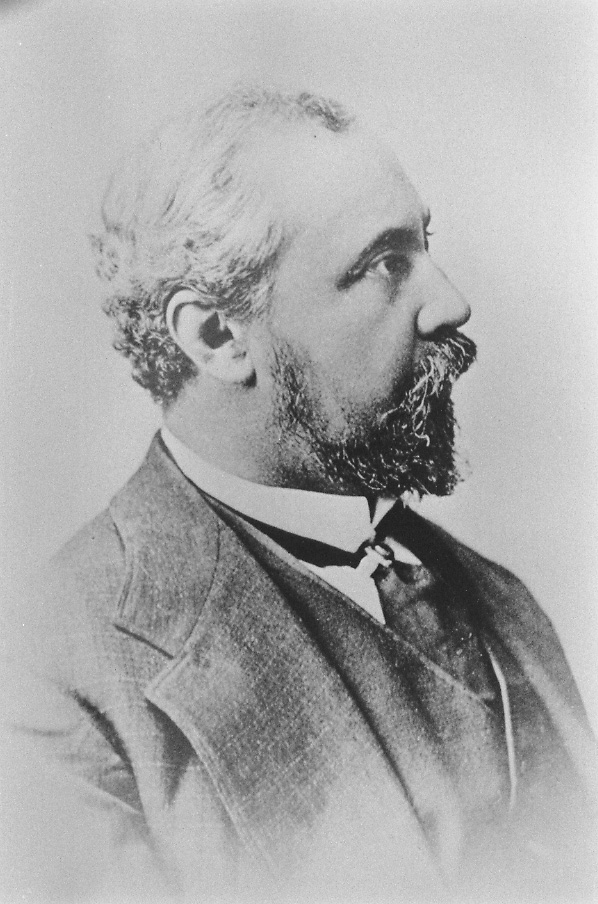
John Lawrence Le Conte
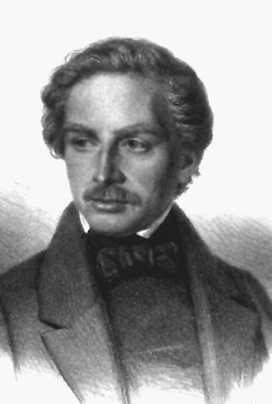
Wilhelm Ferdinand Erichson
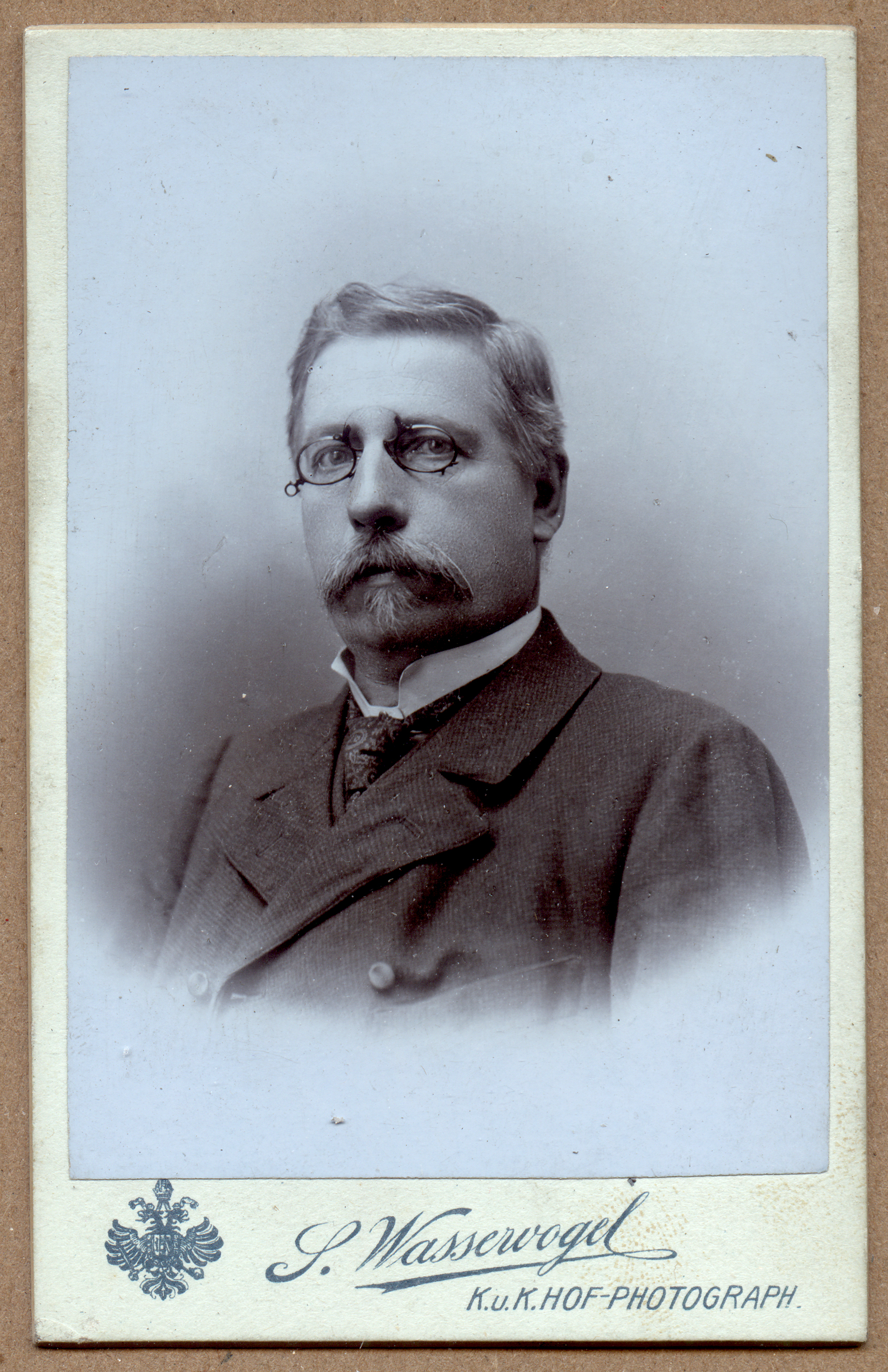
Edmund Reitter
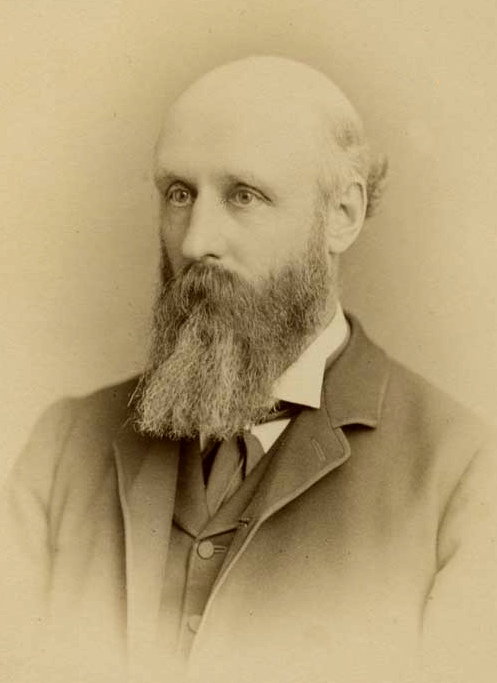
Portrait de George LEWIS
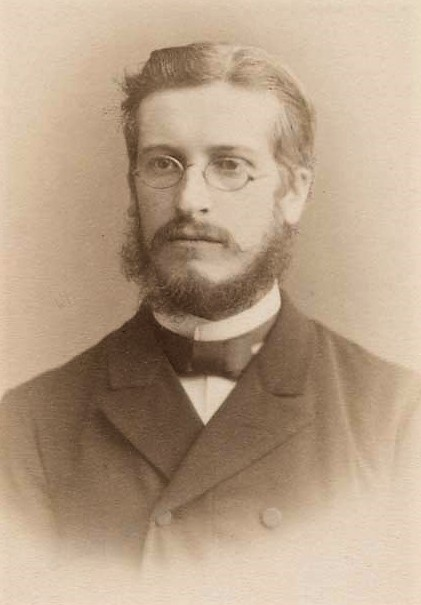
Portrait de J. Schmidt.

### Les congrès d'Histéridologie

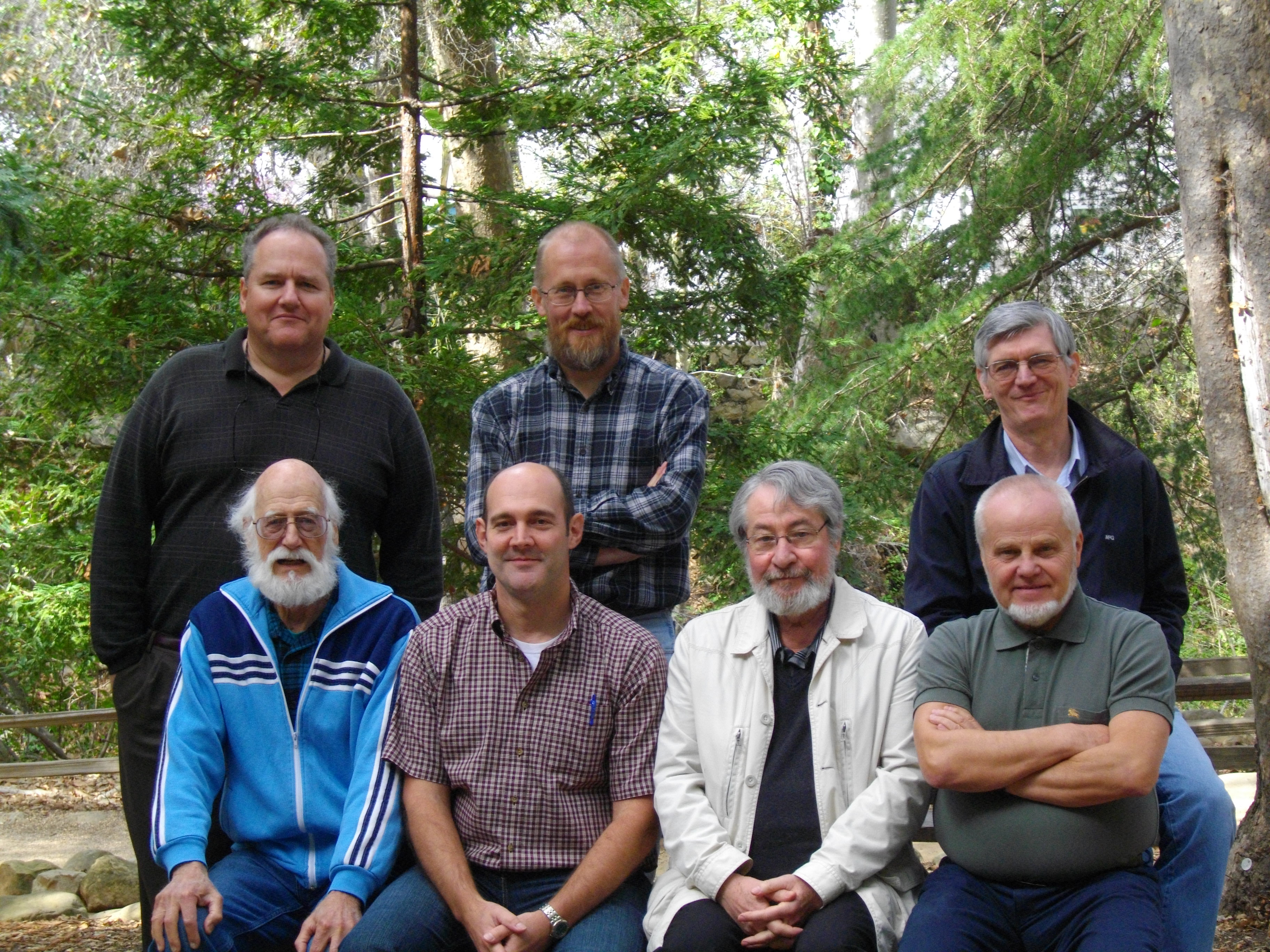
Participants au 4e Congrès international d'Histéridologie à Santa Barbara (CA, États-Unis) en 2012

Depuis 1999 cinq congrès d'Histéridologie ont été organisés :
- The First World Histeridology Congress le samedi 4 décembre 1999 à Varsovie (Pologne). Organisé par Slawomir Mazur, il regroupait quatre participants : Oldrich Kapler (République Tchèque), Slawomir Mazur (Pologne), Masahiro Ôhara (Japon) et Fabio Penati (Italie).
- Le second Congrès mondial d'Histéridologie le dimanche 30 mai 2004 au lieu-dit La Chaume d'Alluy, près de Châtillon-en-Bazois (Nièvre)(France). Organisé par Piet Kanaar, il regroupait 6 participants : Gerardo Arriagada (Chili), Yves Gomy (France), Piet Kanaar (Pays-Bas), Fabio Penati (Italie), Thomas Théry (France) et Pierpaolo Vienna (Italie).
- Le troisième Congrès mondial d'Histéridologie le 3 septembre 2010 à Paris (France). Organisé par Nicolas Degallier, il regroupait 6 participants : Michael S. Caterino (États-Unis), Nicolas Degallier (France), Yves Gomy (France), Fabio Penati (Italie), Thomas Théry (France) et Alexey K. Tishechkin (États-Unis).
- The Fourth World Congress of Histeridology du 19 au 24 février 2012 à Santa Barbara (Californie) (États-Unis). Organisé par Michael S. Caterino et Alexey K. Tishechkin, il regroupait 7 participants : Michael S. Caterino (États-Unis), Nicolas Degallier (France), Yves Gomy (France), Slawomir Mazur (Pologne), Alexey K. Tishechkin (États-Unis), David S. Verity (États-Unis) et William B. Warner (États-Unis).
- Cinquième Congrès mondial d'Histéridologie du 7 au 15 mai 2016, à Paris (France). Il regroupait 7 participants : Nicolas Degallier (France), Yves Gomy (France), Piet Kanaar (Pays-Bas), Peter W. Kovarik (Etats-Unis), Tomas Lackner (République Slovaque), Mathieu Lagarde (France) et Maximilien Lambert (France).

Les comptes-rendus de ces congrès ont été publiés (voir bibliographie).